# Alvarinho

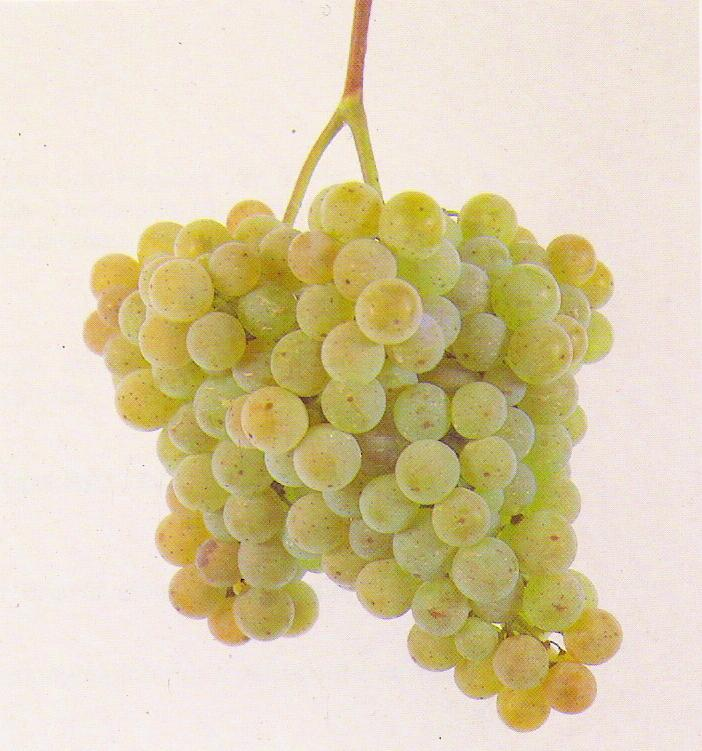
De witte Alvarinho druif

De Alvarinho (Portugal) of Albariño (Spanje) is een witte druivensoort en wordt gebruikt voor het maken van witte wijn. 

## Kenmerken
De druif heeft een dikke schil en een redelijk rendement. Het alcoholgehalte van de wijnen is vrij hoog. De wijnen hebben fruitige aroma's waarbij appel doorgaans de overhand heeft. De druif houdt van een bodem van leisteen of graniet en heeft waarschijnlijk DNA-verband met de riesling.

## Gebieden
Van grote waarde is de druif in Portugal en Spanje. In de streek van de Vinho Verde is de druif het belangrijkst, maar ook in Rias Baixas (Galicië) worden er goede wijnen van geproduceerd. Meestal wordt daarvoor een systeem van 'emparrados' gebruikt. Dit zijn een soort pergola's, die de druiven beschermt tegen de vochtige grond. Zo hebben schimmels en ziekten veel minder kans. Mocht de zon iets te vaak zijn gezicht laten zien, dan beschermt het bladerdak de druiven.
In Cambados, de belangrijkste stad voor deze druif, wordt op de eerste zondag van augustus het feest van de Albariño gevierd.

## Synoniemen[1]
- Albarina
- Albariño, Spanje
- Albelleiro
- Alvarin Blanco
- Alvarinha, Portugal
- Azal Blanco
- Cainho Branco
- Galego, Portugal
- Galeguinho, Portugal
- Paderna